# Community mapping
Community mapping är en term som beskriver fenomenet att medborgare och allmänhet skapar sin egen karta med open source-verktyg som lyder under olika copyleft-licenser, såsom Creative Commons, det vill säga fritt för alla att använda och ändra i.
Licensform i Creative Commons har utvecklats då lagstiftning inte tidigare kunde hantera dessa fria initiativ, som är ett resultat av internets framväxt, och som tidigare inte var möjliga att göra.
Exempel på karta som uppdateras av användarna är OpenStreetMap.